# Llano de la Lima
Llano de la Lima är en ort i Mexiko.   Den ligger i kommunen Tapachula och delstaten Chiapas, i den sydöstra delen av landet, 900 km sydost om huvudstaden Mexico City. Llano de la Lima ligger 99 meter över havet och antalet invånare är 1 579.
Terrängen runt Llano de la Lima är lite kuperad. Runt Llano de la Lima är det ganska tätbefolkat, med 239 invånare per kvadratkilometer. Närmaste större samhälle är Tapachula, 6,0 km nordost om Llano de la Lima. Trakten runt Llano de la Lima består till största delen av jordbruksmark.